# Oncorhynchus gorbuscha

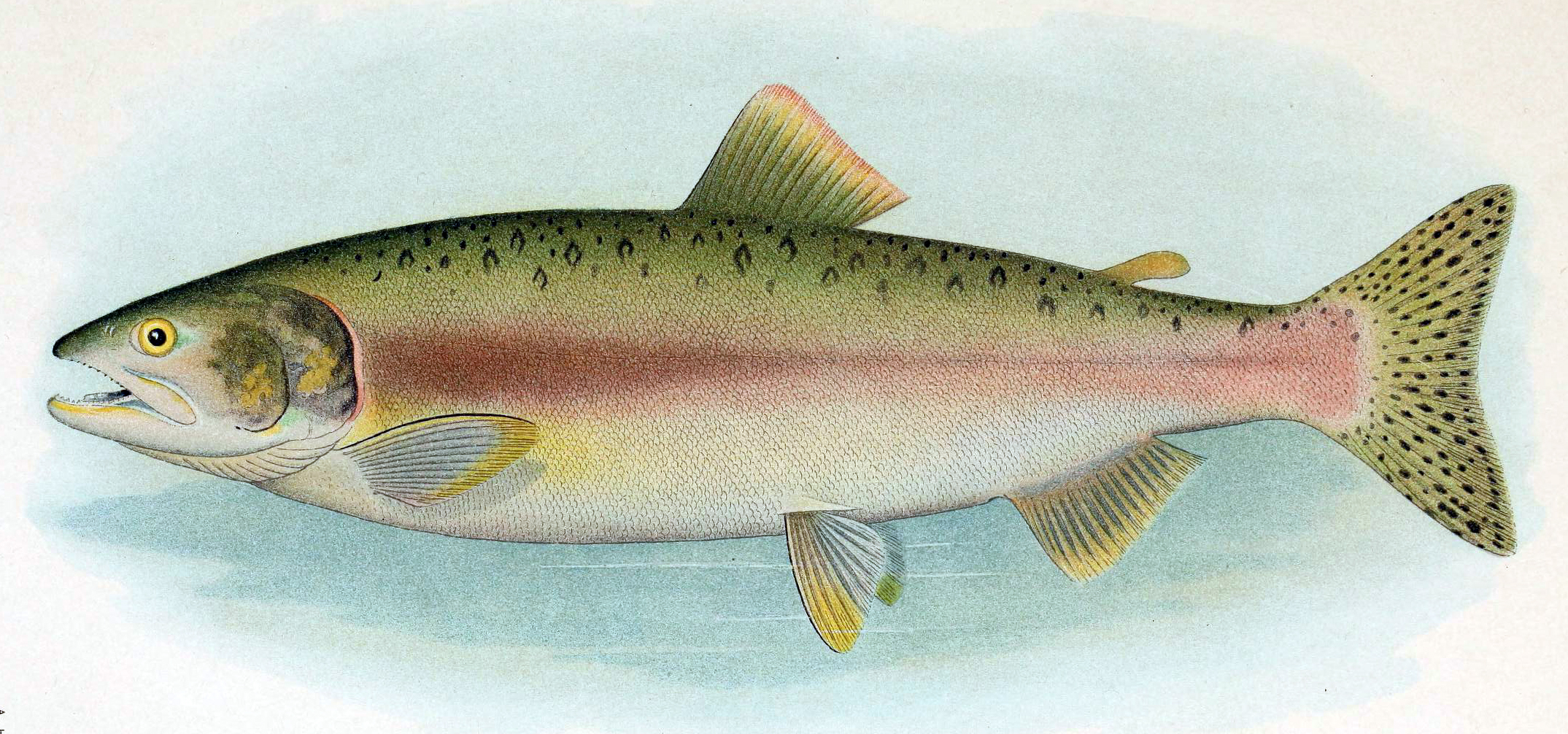
Femmina in livrea riproduttiva

Oncorhynchus gorbuscha (Walbaum, 1792), conosciuto comunemente come salmone rosa, è una specie di pesce osseo marino e d'acqua dolce appartenente alla famiglia Salmonidae.

## Distribuzione e habitat
La specie è diffusa nella parte settentrionale dell'oceano Pacifico, sia sul lato americano (dal fiume Mackenzie nel Canada artico e l'Alaska, comprese le Aleutine, alla California meridionale, dove è raro a sud del fiume Sacramento) che su quello asiatico (dalla Corea del Nord, la Russia pacifica e l'isola di Hokkaidō in Giappone fino ai fiumi Jana e Lena nella Siberia artica), e nei mari di Bering e di Ochotsk. È stato introdotto in vari paesi, tra cui il Canada, la Russia europea e l'Europa settentrionale. Come tutti i salmoni, è una specie anadroma che passa gran parte della vita in mare ed effettua migrazioni riproduttive verso le acque dolci, dove avviene la deposizione delle uova. In mare ha abitudini epipelagiche. In acqua dolce si trova in torrenti montani o di fondovalle, con fondi sabbiosi e corrente più o meno vivace.

## Descrizione
Durante la vita marina è simile agli altri salmoni: corpo affusolato e leggermente appiattito lateralmente e bocca grande quasi orizzontale. La pinna adiposa è particolarmente grande. Il maschio riproduttivo ha mascelle arcuate e incurvate in punta e una vistosa gobba dietro la testa. La specie può essere riconosciuta anche in mare a causa della livrea che è blu o verdastra sul dorso e argentea sui fianchi fino a biancastra sul ventre. Sul dorso, la pinna adiposa ed entrambi i lobi della pinna caudale sono presenti numerosi grossi punti neri. Durante la risalita la colorazione diventa vivace, scura sul dorso e rossastra sui fianchi con macchie indistinte sui fianchi. Le femmine hanno colorazione simile ma meno vivace. I giovanili non hanno le tipiche macchie parr sui fianchi presenti in gran parte dei salmonidi.
È la specie più piccola di salmone del Pacifico: la taglia massima nota è di 76 cm di lunghezza (normalmente non oltre i 50 cm). Il peso massimo noto è leggermente inferiore a 7 kg.

## Biologia
La vita in mare dura 18 mesi.

### Alimentazione
I giovanili in acqua dolce spesso non mangiano, ma a volte catturano larve di insetti. In mare si cibano di copepodi, tunicati larvacei, anfipodi, eufausiacei, ostracodi, larve di crostacei, cirripedi e insetti ditteri. Gli adulti si nutrono prevalentemente di pesci.

### Riproduzione
Durante i mesi di luglio e agosto i salmoni rosa adulti si concentrano in banchi  presso le foci dei fiumi prima di iniziare la risalita verso le zone in cui deporranno le uova, di solito non troppo distanti dal mare. La femmina prepara un nido scavando una profonda buca dove verranno deposte da 1200 a 1800 uova. A volte si accoppia con più maschi. Poche settimane dopo la riproduzione gli adulti muoiono. Appena sono in grado di nuotare, gli avannotti scendono rapidamente verso il mare. Poco tempo dopo entrano nelle acque dell'oceano Pacifico, dove maturano sessualmente. Al contrario degli altri salmoni del Pacifico, questa specie sembra meno legata al ritorno al fiume natale per la riproduzione; si sono trovati esemplari in riproduzione anche a 650 km di distanza dal luogo natio.

## Pesca
Le carni, ottime, sono simili a quelle del salmone atlantico. Viene catturato con reti da posta e reti a strascico. Gli stati che catturano le maggiori quantità sono la Russia e gli Stati Uniti. È una preda apprezzata per il pescatore sportivo, a mosca e a spinning. Viene commercializzato in scatola, affumicato, congelato o fresco. Produce anche un caviale molto apprezzato in Russia e in Giappone. Le marinerie dell'Alaska che pescano questa specie hanno ricevuto la certificazione di sostenibilità e di buona gestione degli stock del Marine Stewardship Council.